# N907 (België)
De N907 is een gewestweg in de Belgische provincies Henegouwen en Namen. Deze weg verbindt Boussu-lez-Walcourt met Silenrieux via de Meren van de Eau d'Heure.
De totale lengte van de N907 bedraagt ongeveer 2 kilometer.

## Plaatsen langs de N907
- Boussu-lez-Walcourt
- Silenrieux